# Violent Noise
Violent Noise è il quinto album in studio del gruppo musicale statunitense The Word Alive, pubblicato nel 2018.

## Tracce
1. Red Clouds – 3:53
2. Why Am I Like This? – 3:13
3. Stare at the Sun (featuring Danny Worsnop of Asking Alexandria) – 3:14
4. I Fucked Up – 3:46
5. War Evermore – 4:07
6. Human (featuring Sincerely Collins) – 3:51
7. I Don't Mind – 2:59
8. Real Life – 3:23
9. Lost in the Dark – 3:13
10. My Enemy – 3:29
11. Run Away – 4:19
12. Lonely – 3:34

## Formazione
- Tyler Smith – voce
- Tony Pizzuti – chitarra, cori, tastiera, programmazioni, basso
- Zack Hansen – chitarra, cori, tastiera, programmazioni, basso
- Matt Horn – batteria, percussioni